# Melitaea didymoides
Melitaea didymoides là một loài bướm trong họ Bướm giáp (Nymphalidae). Loài này được tìm thấy ở Nga (Transbaikalia đến các vùng Amur và sông Ussuri) cũng như ở Mông Cổ và Trung Quốc. Các môi trường sống của chúng bao gồm đồng cỏ khô và sườn xerothermic với thảm thực vật mỏng.

## Phân loài
- Melitaea didymoides didymoides (Nam Tuva, Transbaikalia, Amur)
- Melitaea didymoides yagakuana Matsumura, 1927 (Nam Ussuri)
- Melitaea didymoides pekinensis Seitz, [1909] (Hoa Bắc)
- Melitaea didymoides latonia Grum-Grshimailo, 1891 (Hoa Trung)
- Melitaea didymoides eupatides Fruhstorfer, 1917 (Cam Túc)
- Melitaea didymoides hummeli Bryk, 1940 (Nam Mông Cổ)